# Scream (canción de Usher)
«Scream» —en español: «Gritar»— es una canción del artista estadounidense Usher incluido en su séptimo álbum de estudio Looking 4 Myself (2012). La canción se estrenó el 26 de abril de 2012, y fue lanzado como descarga digital el 27 de abril de 2012 como segundo sencillo del álbum. Fue escrita por Max Martin, Shellback, Savan Kotecha y Usher, y fue producido por Max Martin y Shellback, el mismo equipo responsable del éxito de Usher del 2010, "DJ Got Us Fallin' in Love". "Scream" es una canción electropop con elementos de dance-pop, el cual sus letras tiene contenido sexual. Es una canción con un synth furioso y los críticos señalaron que se trata de una canción típica de club, al igual que las anteriores canciones de Usher.
Ha recibido críticas favorables en su mayoría por los críticos de música, la mayoría elogiando su composición y su naturaleza club. Debutó en el número 70 del Billboard Hot 100 y el número 32 en la lista pop de Billboard, debido al alta rotación en las radios. Scream más tarde alcanzó su mejor posición, # 10 en el Billboard Hot 100, y fue también un éxito en Canadá, Japón, Reino Unido, Escocia y Australia. Usher promocionó "Scream", mediante la realización en directo varias veces, pero sobre todo en Billboard Music Awards 2012.

## Lista de canciones
- Estados Unidos – Descarga digital[1]

1. "Scream" – 3:54

- Irlanda y  Reino Unido – Descarga digital[2][3]

1. "Scream" – 3:55
2. "Climax" (Kaskade Remix) – 6:38

- CD sencillo[4][2][5]

1. "Scream" (Fuego Radio Remix) 	 – 	4:35
2. "Scream" (Project 46 Remix) 	 – 	3:42
3. "Scream" (R3hab Remix) 	 –  	5:20
4. "Scream" (Clinton Sparks Remix)  – 	4:57
5. "Scream" (Oliver $ Remix) 	 – 	6:17
6. "Scream" (Pierce Fulton Remix)  –        3:52
7. "Scream" (Surkin Remix)         –  	4:07
8. "Scream" (Wax Motif Remix) 	- 	6:17
9. "Scream" (Party Rock Remix)(con LMFAO y Lil Wayne)  -  4:57

## Posicionamiento en listas y certificaciones
| Lista (2012)                          | Mejor posición |
| ------------------------------------- | -------------- |
| Alemania (Media Control AG)           | 17             |
| Australia (ARIA)                      | 11             |
| Austria (Ö3 Austria Top 40)           | 15             |
| Bélgica (Flandes) (Ultratop 50)       | 22             |
| Bélgica (Valonia) (Ultratop 50)       | 33             |
| Canadá (Canadian Hot 100)             | 4              |
| Dinamarca (Tracklisten)               | 23             |
| Escocia (The Official Charts Company) | 4              |
| España (Top 100 Canciones)            | 28             |
| España (Airplay Chart)                | 10             |
| Estados Unidos (Billboard Hot 100)    | 9              |
| Estados Unidos (Mainstream Top 40)    | 6              |
| Estados Unidos (Hot Dance Club Songs) | 1              |
| Estados Unidos (Adult Top 40)         | 25             |
| Francia (SNEP)                        | 29             |
| Hungría (Rádiós Top 40)               | 21             |
| Hungría (Single Top 40)               | 6              |
| Irlanda (IRMA)                        | 23             |
| Japón (Japan Hot 100)                 | 7              |
| Nueva Zelanda (Recorded Music NZ)     | 21             |
| Países Bajos (Dutch Top 40)           | 18             |
| Reino Unido (UK Dance Chart)          | 2              |
| Reino Unido (UK Singles Chart)        | 5              |
| Suecia (Sverigetopplistan)            | 50             |
| Suiza (Schweizer Hitparade)           | 18             |

| País      | Organismo certificador | Certificación    | Ref.   |
| --------- | ---------------------- | ---------------- | ------ |
| Australia | ARIA                   | Disco de Platino | [ 31 ] |
| Alemania  | BVMI                   | Disco de Oro     | [ 32 ] |
| Dinamarca | IFPI (Dinamarca)       | Disco de Oro     | [ 33 ] |

### Sucesión en listas
| Predecesor: «Turn Up the Radio» de Madonna | Hot Dance Club Songs – Sencillo número uno 15 de septiembre de 2012 — 21 de septiembre de 2012 | Sucesor: «Let's Have A Kiki» de Scissor Sisters |